# Military Auxiliary Radio System

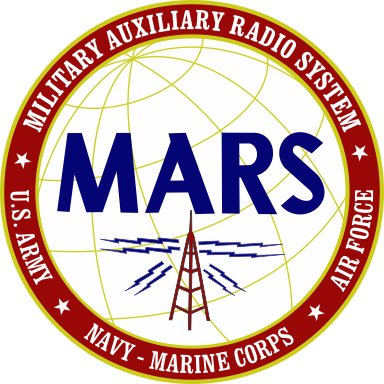
MARS-Emblem

Das Military Auxiliary Radio System (MARS; deutsch „Militärisches Hilfsfunksystem“) ist ein Kommunikationssystem der Streitkräfte der Vereinigten Staaten, das von Funkamateuren betrieben wird. Die Funkstellen des MARS gehören nicht zum Amateurfunkdienst; sie werden auf militärisch koordinierten Frequenzen außerhalb der Amateurbänder betrieben und verwenden eigene Rufzeichen.
Die Organisation entstand 1925 als Auxiliary Amateur Radio System des United States Army Signal Corps. Sie wurde 1948 in Military Amateur Radio System, 1952 in Military Affiliate Radio System und 2009 in Military Auxiliary Radio System umbenannt.
Im Koreakrieg, Vietnamkrieg und Zweiten Golfkrieg wurden über MARS private Nachrichten (Marsgrams) und Funksprechverbindungen (in Verbindung mit dem öffentlichen Telefonnetz - Phone Patches) zwischen Soldaten in Übersee und ihren Angehörigen in den USA vermittelt. Dabei waren die Verbindungen nicht gegen Abhören geschützt und konnten mit handelsüblichen Kurzwellenempfängern empfangen werden.
Seitdem Soldaten das Internet zur Verfügung steht, hat MARS vorwiegend den Zweck, Ersatzverbindungen in Notlagen zur Verfügung zu stellen.

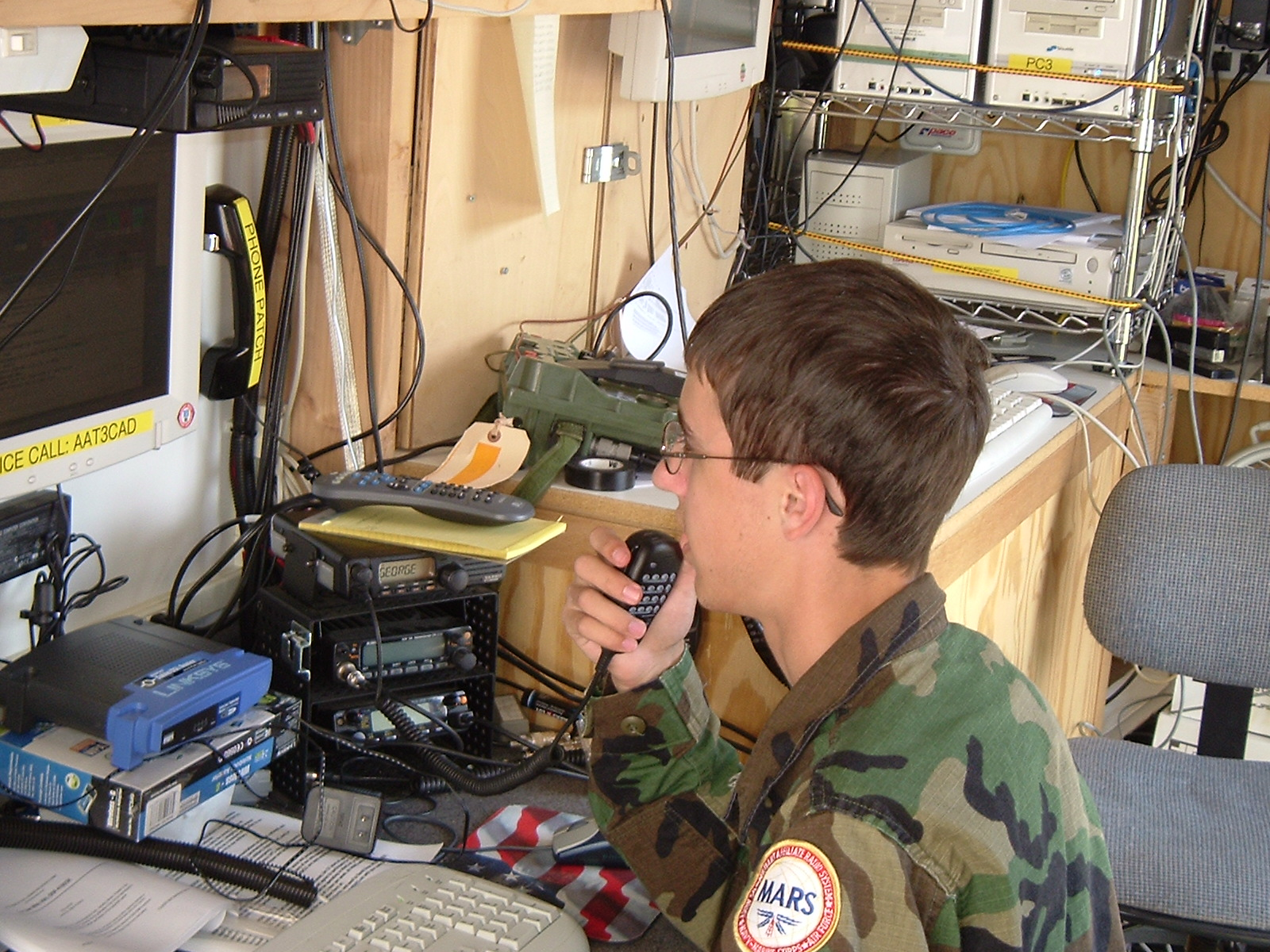
Militärische MARS-Station
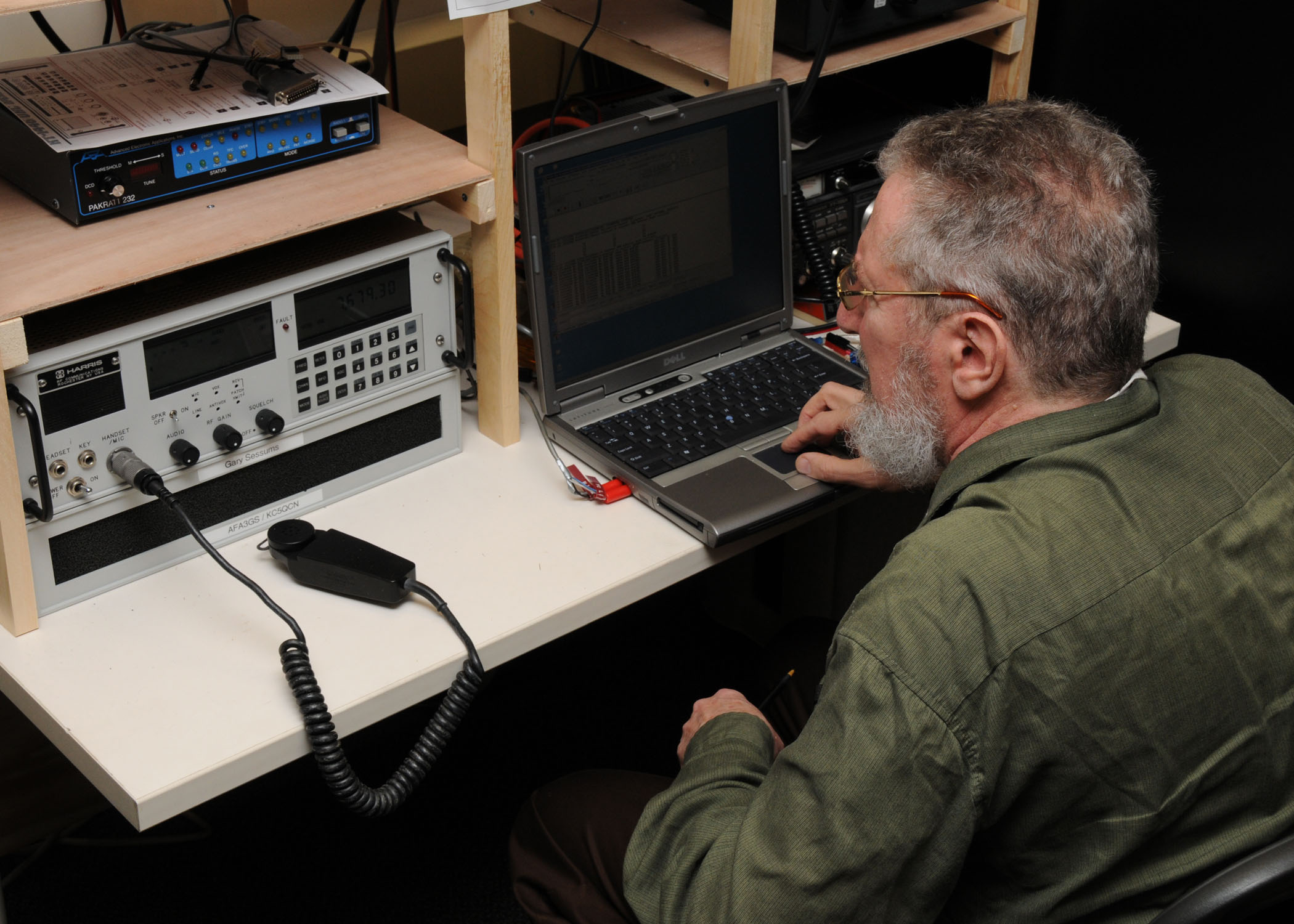
MARS-Station im Pentagon
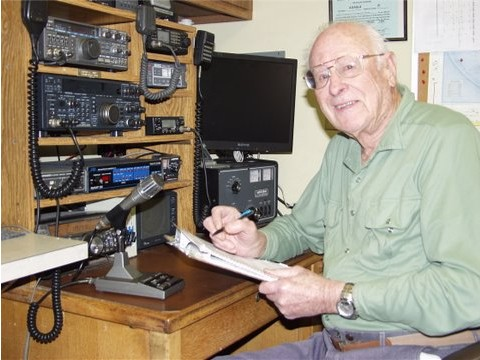
Ziviler Teilnehmer